# Греко-римская борьба на летних Олимпийских играх 1972 — до 48 кг
Соревнования по греко-римской борьбе в рамках Олимпийских игр 1972 года в первом наилегчайшем весе (до 48 килограммов) прошли в Мюнхене с 5 по 10 сентября 1972 года во «Wrestling-Judo Hall».
Турнир проводился по системе с начислением штрафных баллов.
- 0 штрафных очков в случае чистой победы или дисквалификации противника, а также неявки;
- 0,5 штрафных очка в случае победы ввиду явного технического превосходства (на восемь и более баллов);
- 1 штрафное очко в случае победы по баллам (с разницей менее восьми баллов);
- 2 штрафных очка в случае результативной ничьей;
- 2,5 штрафных очка в случае безрезультатной ничьей (пассивной ничьей);
- 3 штрафных очка в случае поражения по баллам (с разницей менее восьми баллов);
- 3,5 штрафных очка в случае поражения ввиду явного технического превосходства соперника (на восемь и более баллов);
- 4 штрафных очка в случае чистого поражения или дисквалификации а также неявки.

Трое оставшихся борцов выходили в финал, где проводили встречи между собой. Встречи между финалистами, состоявшиеся в предварительных схватках, шли в зачёт. Схватка по регламенту турнира продолжалась 9 минут в три трёхминутных периода, в партер ставили менее активного борца. Мог быть назначен овертайм.
В первом наилегчайшем весе боролись 20 участников. Самым молодым участником был 18-летний представитель ГДР Бернд Дрехель, самым возрастным 37-летний Лоренцо Калафиоре.
Соревнования в этой весовой категории проводились впервые на Олимпийских играх, но с 1969 года проводились чемпионаты мира, и на двух из них доминировал румынский борец Георге Берчану. Но на чемпионате мира 1971 года он уступил советскому борцу Владимиру Зубкову. Оба этих борца рассматривались как фавориты в борьбе за «золото». Владимир Зубков проиграл чисто в первой же встрече; то же произошло и во второй, в очном поединке с Берчану. Румынский борец после этого беспрепятственно вышел в финал, где тоже без проблем завоевал золотую медаль. Второе место досталось иранскому борцу Рахиму Алиабади, на третьем месте остался болгарин Стефан Ангелов.

## Призовые места
- Георге Берчану (ROU)
- Рахим Алиабади (IRI)
- Стефан Ангелов (BUL)

## Первый круг
| Штрафных баллов | Участник 1                     | Результат               | Участник 2                    | Штрафных баллов |
| --------------- | ------------------------------ | ----------------------- | ----------------------------- | --------------- |
| 0               | Мохамед Эль-Малки Рагеб (EGY)¹ | Туше (8:19)             | Хабиб Длими (TUN)             | 4               |
| 0               | Рахим Алиабади (IRI)           | Туше (6:54)             | Хызыр Сары (TUR)              | 4               |
| 0               | Бернд Дрексель (GDR)           | Туше (4:25)             | Уэйн Холмс (USA)              | 4               |
| 0               | Георге Берчану (ROU)           | Туше (7:43)             | Ференц Шереш (HUN)            | 4               |
| 0               | Стефан Ангелов (BUL)           | Туше (8:50)             | Владимир Зубков (URS)         | 4               |
| 1               | Леннарт Свенссон (SWE)         | По очкам                | Очирдолгорын Энхтайван (MGL)² | 3               |
| 1               | Лоренцо Калафиоре (ITA)        | По очкам                | Бернард Щепаньский (POL)      | 3               |
| 0               | Альфредо Оливьера (MEX)        | Туше (6:43)             | Мохиеддин Эль-Сас (SYR)³      | 4               |
| 1               | Раймо Хирвонен (FIN)           | По очкам                | Сотирис Вентас (GRE)          | 3               |
| 0,5             | Кадзухару Исида (JPN)          | За явным превосходством | Гюнтер Маас (FRG)             | 3,5             |

¹ Снялся с соревнований
² Снялся с соревнований
³ Снялся с соревнований

## Второй круг
| Штрафных баллов | Участник 1              | Результат               | Участник 2               | Штрафных баллов |
| --------------- | ----------------------- | ----------------------- | ------------------------ | --------------- |
| 0               | Рахим Алиабади (IRI)    | Туше (6:54)             | Хабиб Длими (TUN)        | 8               |
| 5               | Хызыр Сары (TUR)        | По очкам                | Уэйн Холмс (USA)         | 7               |
| 4               | Ференц Шереш (HUN)      | Туше (1:08)             | Бернд Дрексель (GDR)     | 4               |
| 0               | Георге Берчану (ROU)    | Туше (8:09)             | Владимир Зубков (URS)    | 8               |
| 0,5             | Стефан Ангелов (BUL)    | За явным превосходством | Леннарт Свенссон (SWE)   | 4,5             |
| 1               | Лоренцо Калафиоре (ITA) | Туше (3:56)             | Альфредо Оливьера (MEX)  | 4               |
| 3               | Сотирис Вентас (GRE)    | Туше (1:32)             | Бернард Щепаньский (POL) | 7               |
| 2               | Раймо Хирвонен (FIN)    | По очкам                | Кадзухару Исида (JPN)    | 3,5             |
| 3,5             | Гюнтер Маас (FRG)       | Пропускал               |                          |                 |

## Третий круг
| Штрафных баллов | Участник 1              | Результат               | Участник 2              | Штрафных баллов |
| --------------- | ----------------------- | ----------------------- | ----------------------- | --------------- |
| 1               | Рахим Алиабади (IRI)    | По очкам                | Гюнтер Маас (FRG)       | 6,5             |
| 4               | Бернд Дрексель (GDR)    | Туше (5:55)             | Хызыр Сары (TUR)        | 9               |
| 1,5             | Стефан Ангелов (BUL)    | По очкам                | Ференц Шереш (HUN)      | 7               |
| 0               | Георге Берчану (ROU)    | Туше (7:53)             | Леннарт Свенссон (SWE)  | 8,5             |
| 1               | Лоренцо Калафиоре (ITA) | Туше (7:59)             | Сотирис Вентас (GRE)    | 7               |
| 2,5             | Раймо Хирвонен (FIN)    | За явным превосходством | Альфредо Оливьера (MEX) | 7,5             |
| 3,5             | Кадзухару Исида (JPN)   | Пропускал               |                         |                 |

## Четвёртый круг
| Штрафных баллов | Участник 1            | Результат               | Участник 2              | Штрафных баллов |
| --------------- | --------------------- | ----------------------- | ----------------------- | --------------- |
| 4               | Кадзухару Исида (JPN) | За явным превосходством | Рахим Алиабади (IRI)    | 4,5             |
| 1               | Георге Берчану (ROU)  | По очкам                | Бернд Дрексель (GDR)    | 7               |
| 2,5             | Стефан Ангелов (BUL)  | По очкам                | Лоренцо Калафиоре (ITA) | 4               |
| 2,5             | Раймо Хирвонен (FIN)  | Пропускал               |                         |                 |

## Пятый круг
| Штрафных баллов | Участник 1           | Результат               | Участник 2              | Штрафных баллов |
| --------------- | -------------------- | ----------------------- | ----------------------- | --------------- |
| 5               | Рахим Алиабади (IRI) | За явным превосходством | Раймо Хирвонен (FIN)    | 6               |
| 3,5             | Стефан Ангелов (BUL) | По очкам                | Кадзухару Исида (JPN)   | 7               |
| 2,5             | Георге Берчану (ROU) | Неявка                  | Лоренцо Калафиоре (ITA) | 8               |

## Финал

### Встреча 1
| Штрафных баллов | Участник 1           | Результат | Участник 2           | Штрафных баллов |
| --------------- | -------------------- | --------- | -------------------- | --------------- |
|                 | Георге Берчану (ROU) | По очкам  | Рахим Алиабади (IRI) |                 |
|                 | Стефан Ангелов (BUL) | Пропускал |                      |                 |

### Встреча 2
| Штрафных баллов | Участник 1           | Результат   | Участник 2           | Штрафных баллов |
| --------------- | -------------------- | ----------- | -------------------- | --------------- |
|                 | Рахим Алиабади (IRI) | Туше (2:00) | Стефан Ангелов (BUL) |                 |
|                 | Георге Берчану (ROU) | Пропускал   |                      |                 |

### Встреча 3
| Штрафных баллов | Участник 1           | Результат | Участник 2           | Штрафных баллов |
| --------------- | -------------------- | --------- | -------------------- | --------------- |
|                 | Георге Берчану (ROU) | Неявка    | Стефан Ангелов (BUL) |                 |
|                 | Рахим Алиабади (IRI) | Пропускал |                      |                 |